# Strutture sedimentarie
Le strutture sedimentarie sono particolari caratteristiche sedimentologiche in grado di evidenziare i meccanismi di formazione degli strati. Lo studio delle stesse, in gran parte competenza della sedimentologia, ha lo scopo di approfondire lo studio dell'ambiente sedimentario da cui deriva lo strato nonché ottenere dati sulla polarità stratigrafica.

## Strutture da trazione
Il trasporto dei sedimenti può avvenire essenzialmente secondo due modalità differenti: può esso essere selettivo oppure massivo.

### Trasporto selettivo
Nel caso del trasporto selettivo si può semplicemente assumere che i singoli grani di sedimento vengano trasportati in modo indipendente da tutti gli altri. Un clasto dunque potrà essere mosso secondo quattro principali meccanismi: sospensione (silt e argilla), saltazione (sabbia), scivolamento e rotolamento (ghiaie). Il risultato che ne deriva è l'organizzazione dei sedimenti in strutture ordinate e temporaneamente presenti sull'interfaccia deposizionale, dette forme di fondo, che migrano in direzione sottocorrente.
Da qui segue un breve elenco di forme di fondo che si possono o meno trovare fossilizzate all'interno o sulla superficie di uno strato.
- Il ripple mark o ripple sono definibili come increspature sul fondo, dati da creste trasversali alla direzione del flusso che devono essere di altezza minore a 6 cm (per essere definiti tali), il sedimento coinvolto è di granulometria non superiore a 0,6 mm. Il loro profilo può essere asimmetrico o simmetrico. Nel primo caso il versante meno inclinato è detto lato sottocorrente e su di questo migrano i grani di sedimento che poi si accumulano sulla cresta e scendono lungo il lato sopracorrente, più inclinato. La migrazione avviene sottocorrente. In sedimentologia il loro studio si effettua classificandoli in 2D e 3D a seconda di avere creste rettilinee o sinuose e considerando la sezione trasversale o parallela al flusso. Caratterizzano ambienti subacquei marini o meno ed eolici.

- La duna ha altezza della cresta maggiore di 6 cm e per essa valgono le stesse osservazioni effettuate per i ripple. Caratterizzano ambienti subacquei ed eolici.

- Il fondo piano o lamine da flusso superiore caratterizzano ambienti con alte velocità di flusso e determinano una laminazione piano-parallela.

- Una antiduna si trova raramente allo stato fossile perché la velocità del flusso responsabile della sua formazione è critica, nel senso che un aumento anche di poco porterebbe ad un regime erosivo con lamine da flusso superiore. Sono asimmetriche con i due lati disposti in modo opposto rispetto a ripple e dune.

- Una embriciatura da corrente si ha solo per clasti di dimensioni delle ghiaie che, in scivolamento sul fondo, incontrano un ostacolo e si dispongono quindi in modo inclinato immergendo sopracorrente. Ovviamente si può osservare solo con una sezione parallela al flusso e per essere sicuri deve mancare sedimento a grana fine tra i clasti embriciati.

### Trasporto in massa
Nel caso di trasporti in massa il sedimento trasporta l'acqua, mentre l'acqua trasporta il sedimento negli altri casi. (Middleton and Hampton, 1973)
Nell'analizzare il trasporto in massa si deve procedere con lo studio dell'idrodinamica del fluido composto dal sedimento con l'acqua, secondo una disciplina detta reologia. 
A questo punto devono essere considerate due dimensioni fondamentali del fluido: la densità ρ e la viscosità μ. La densità influisce sullo sforzo operato dal fluido sulla superficie, sul modo di propagazione delle onde e sulla spinta di Archimede. La viscosità influisce sulla possibilità di avere moti turbolenti nel fluido da cui conseguono le basi erosive delle mie strutture.
Per le prime due strutture di questo elenco si osserva una non perfetta mistura tra acqua e sedimenti.
- Una slide (frana) è determinata da diverse tipologie di movimento, il cui motore fondamentale resta la gravità, tuttavia viene conservata, almeno in parte, la stratificazione del corpo roccioso che la alimenta.

- Uno slump è caratterizzato invece da una caoticità nella stratificazione da cui difficilmente si risale alla stratificazione primaria.

- Le colate detritiche sono flussi che possono avvenire in ambiente sia subaereo che subacqueo, caratterizzati da alta viscosità. Sono caratterizzati da mancanza di strutture sedimentarie, base netta non erosiva e gradazione inversa. La granulometria è variabile.

- La corrente di torbida ed il suo equivalente subaereo, il flusso iperconcentrato è rappresentabile come un flusso caratterizzato da turbolenza, che determina la base erosiva. Altre caratteristiche sono la mancanza di strutture sedimentarie e gradazione normale. A livello stratigrafico una torbidite si può presentare nella tipica sequenza di Bouma.

## Strutture da decantazione
Queste strutture riguardano un sedimento molto fine (argilla o limo), che è trasportato in sospensione in aree caratterizzate dalla presenza di acqua stagnante. A questo punto esso si muoverà lentamente verso il fondo per moto gravitativo. Il deposito sarà caratterizzato da una fitta laminazione che indicherà eventi e pulsazioni nella fase di decantazione ma solo se non si ha l'intervento di organismi che obliterano tale struttura.

## Strutture erosive
Si generano con lo scorrimento di acqua o di un fluido sull'interfaccia deposizionale. Interessante è considerare come queste possano indicare direttamente o meno la direzione e\o il verso della paleocorrente che le ha generate. Alcune tra le più note strutture erosive sono ubicate sulla superficie basale di uno strato e sono dette sole mark. Tra i vari tipi di sole mark riconosciamo più importanti:
- I flute mark sono sicuramente il tipo di sole mark più utilizzato come indicatore di paleocorrente e polarità degli strati, infatti essendo posti alla base degli stessi si può facilmente intuire l'alto stratigrafico, ossia la parte del corpo roccioso in cui si hanno gli strati più giovani. Queste forme si originano in associazione a flussi turbolenti per impatto di vortici sul fondo.

- I tool mark sono forme erosive generate dall'impatto di sedimenti di dimensioni maggiori rispetto a quelli depositati sul fondo. Il risultato sono una serie di striature disposte parallelamente alla direzione di flusso, mentre generalmente il verso della paleocorrente non è intuibile.

## Strutture deformative
Spesso nel sedimento avviene immediatamente dopo la deposizione o durante la stessa una serie di modifiche del proprio fabric prima dell'instaurarsi di processi diagenetici. Queste deformazioni sono dovute spesso a fenomeni di espulsione del fluido presente nel sedimento (liquefazione-fluidificazione), al contrasto di densità tra sedimenti liquefatti, al disseccamento, a gravità o tettonica.
- La liquefazione si verifica in un sedimento ad elevata porosità in conseguenza di uno shock (e.g. carico improvviso, terremoto, tempesta) che causa la riorganizzazione della tessitura primaria del sedimento. Il risultato dello shock è un movimento verso l'alto dei fluidi interstiziali che determina poi una diminuzione di porosità del sedimento. Nonostante i fluidi non siano in grado di trasportare i sedimenti per distanze importanti, è possibile che vengano scatenati in questo modo altri fenomeni di trasporto in massa.

- I load cast sono strutture da carico generate per sprofondamento di un fluido più denso all'interno di uno di minor densità. La caratteristica fondamentale è che le parti in discesa più dense sono circondate da parti in risalita che costituiscono delle fiamme (flames), una sorta di cuspidi con l'apice verso l'alto. Vi sono anche, a volte, bolle isolate del fluido meno denso all'interno del volume di quello più denso. Il caso estremo è rappresentato dai vulcani di fango, che si hanno quando il fluido più denso viene a giorno in superficie.

- Le fessure di disseccamento sono strutture da disseccamento che si rinvengono spesso anche allo stato non fossile in zone in cui su terreni argillosi si hanno specchi d'acqua effimeri. Allo stato fossile questi si possono conservare solo se il seppellimento è rapido e si ha poca bioturbazione.

- Non è raro che siano presenti faglie attive durante la sedimentazione. Questo fatto può localmente creare rilievi o depressioni che possono influire sul processo stesso di sedimentazione. L'identificazione di un'attività tettonica sinsedimentaria su di un affioramento non è sempre facile, esclusi i casi in cui si può osservare un pacco di strati indeformati che sutura il piano di faglia.

A tali situazioni si possono associare: 
- cunei (wedge) di crescita (faglie normali)
- domi (faglie inverse)

## Strutture di bioturbazione
Nell'ambito della sedimentologia la bioturbazione è importante perché essa può totalmente obliterare le strutture sedimentarie, determinando un'omogeneizzazione dei sedimenti. Questa azione omogeneizzante può simulare per esempio un trasporto in massa, mentre è possibile che in origine il sedimento presentasse una serie di forme di fondo. 
La disciplina della paleoicnologia attraverso lo studio di queste tracce fossili può dare informazioni circa la batimetria, l'ambiente deposizionale e la velocità di sedimentazione utili per poi comprendere a fondo l'aspetto paleoecologico.